# Уэстгейт-Белведер-Хомс
Уэстгейт-Белведер-Хомс (англ. Westgate-Belvedere Homes) — статистически обособленная местность, расположенная в округе Палм-Бич (штат Флорида, США) с населением в 8134 человека по статистическим данным переписи 2000 года.

## География
По данным Бюро переписи населения США статистически обособленная местность Уэстгейт-Белведер-Хомс имеет общую площадь в 5,44 квадратных километров, водных ресурсов в черте населённого пункта не имеется.

## Демография
| Год переписи        | Нас. |  | %±    |
| ------------------- | ---- |  | ----- |
| 1990                | 6880 |  | —     |
| 2000                | 8134 |  | 18,2% |
| 1990–2000 Источник: |      |  |       |

По данным переписи населения 2000 года в Уэстгейт-Белведер-Хомс проживало 8134 человека, 1908 семей, насчитывалось 2774 домашних хозяйств и 3110 жилых домов. Средняя плотность населения составляла около 1495,22 человека на один квадратный километр. Расовый состав населённого пункта распределился следующим образом: 62,10 % белых, 24,05 % — чёрных или афроамериканцев, 0,61 % — коренных американцев, 0,90 % — азиатов, 0,07 % — выходцев с тихоокеанских островов, 4,16 % — представителей смешанных рас, 8,11 % — других народностей. Испаноговорящие составили 32,37 % от всех жителей статистически обособленной местности.
Из 2774 домашних хозяйств в 37,4 % воспитывали детей в возрасте до 18 лет, 41,4 % представляли собой совместно проживающие супружеские пары, в 19,6 % семей женщины проживали без мужей, 31,2 % не имели семей. 22,8 % от общего числа семей на момент переписи жили самостоятельно, при этом 7,1 % составили одинокие пожилые люди в возрасте 65 лет и старше. Средний размер домашнего хозяйства составил 2,93 человек, а средний размер семьи — 3,42 человек.
Население статистически обособленной местности по возрастному диапазону по данным переписи 2000 года распределилось следующим образом: 30,8 % — жители младше 18 лет, 10,8 % — между 18 и 24 годами, 31,5 % — от 25 до 44 лет, 18,0 % — от 45 до 64 лет и 8,8 % — в возрасте 65 лет и старше. Средний возраст жителей составил 30 лет. На каждые 100 женщин в Уэстгейт-Белведер-Хомс приходилось 101,6 мужчин, при этом на каждые сто женщин 18 лет и старше приходилось 102,0 мужчин также старше 18 лет.
Средний доход на одно домашнее хозяйство статистически обособленной местности составил 29 659 долларов США, а средний доход на одну семью — 33 836 долларов. При этом мужчины имели средний доход в 24 517 долларов США в год против 19 477 долларов среднегодового дохода у женщин. Доход на душу населения статистически обособленной местности составил 29 659 долларов в год. 16,4 % от всего числа семей в населённом пункте и 20,8 % от всей численности населения находилось на момент переписи населения за чертой бедности, при этом 26,6 % из них были моложе 18 лет и 10,8 % — в возрасте 65 лет и старше.